# خوان باتشيكو

الصليب فرسان سانتياغو.

خوان باتشيكو (بالإسبانية: Juan Pacheco)‏ ( بلمونتي ، 1419- تروخيو 1 أكتوبر 1474) كان نبيل القشتالي من أصل البرتغالي وصل إلي السلطة في السنوات الأخيرة من عهد خوان الثاني ملك قشتالة، وهيمنة على السلطة في عهد خليفته إنريكي الرابع، وأيضا كان واحداً من المقربين له.
وحمل ألقاب ماركيز بليانة، وكونت كسيكينا ودوق إسكالونا من خلال زواجه الثاني، وأيضا فارس سانتياغو ، تمرد على صديقه الملك إنريكي الرابع بسبب ازدياد نفوذ بلتران دي لا كويفا وساند أخوه الغير الشقيق ألفونسو، وكان وراء حول ادعاء بعدم شرعية ابنة الملك خوانا لا بلترانيخا، ولكن رجع إلى صف الملك بعد وفاة إنفانتي ألفونسو، وأيضا سحب اعترافاته السابقة، وقام بدعم حق ابنته في العرش ضد عمتها انفانتا إيزابيل وأيضا رتب زواجها لاحقا، إلا أنه توفي في 1 أكتوبر 1474 قبل وفاة إنريكي الرابع في 11 ديسمبر من نفس العام، وخلفه ابنه دييغو لوبيز باتشيكو في ألقابه، الذي دعم خوانا ولكن سحب اعترافه بعد القبض عليه واعتراف لاحقاً بـ إيزابيلا كـ ملكة.

## بيليوغرافيا
- BERWICK, and Duchess of Alba, "Catálogo de las colecciones expuestas en las vitrinas del Palacio de Liria", 1898
- CIUDAD Ruiz, Manuel, "El maestrazgo de Don Rodrigo Tellez Giron", 2000, in La España Medieval (23), ISSN = 0214-3038, pp. 321–365
- FRANCO SILVA, Alfonso, "Juan Pacheco: De doncel del príncipe de Asturias a Marqués de Villena (1440-1445)", 2009, Anuario de Estudios Medievales, 39 / 2, ISSN = 0066-5061, pp. 723–775
- MARINO Nancy F., Don Juan Pacheco. Wealth and Power in Late Medieval Spain, 2006, Tempe, AR: Arizona Center for Medieval and Renaissance Studies, Id = 978-0-86698-356-3
- MARTIN José Luis, Enrique IV, 2003, Hondarribia: Nerea, ISBN = 84-89569-82-7, Pages = 46–55, 80
- DEL PULGAR, Fernando, Los claros varones d'Spaña, 1971, London: Salvat, Id = M. 25.554-1971, Pages = 41–46 (F. XVII-XIX). Facsimile of the edition of Stanislaus Polono, made in Seville in 1500.
- SALAZAR Y ACHA, Jaime de, La casa del Rey de Castilla y León en la Edad Media, 1st ed., Madrid, 2000, ISBN = 84-259-1128-1
- SUAREZ FERNANDEZ, Luis, Enrique IV de Castilla: La difamación como arma política, Barcelona: Ariel, 2001, ISBN = 84-344-6630-9